# Aéroport international Thurgood Marshall de Baltimore-Washington
Pour les articles homonymes, voir BWI.
L'aéroport international Thurgood Marshall de Baltimore-Washington (en anglais : Baltimore/Washington International Thurgood Marshall Airport), communément appelé BWI Marshall (code IATA : BWI • code OACI : KBWI), est un aéroport américain situé à Linthicum, au Maryland. Il dessert les villes de Baltimore (Maryland) et Washington, D.C., capitale fédérale.
Situé à environ 16 kilomètres au sud de Baltimore et à 48 kilomètres au nord de Washington, D.C., il est inauguré le 24 juin 1950 par le président Harry S. Truman. Il s'appelle à l'origine aéroport international de l'amitié (Friendship International Airport), puis est rebaptisé sous son nom actuel en 1972, lorsqu'il est racheté par l'État du Maryland, auquel il appartient toujours aujourd'hui. Il porte le nom de Thurgood Marshall, premier Afro-Américain nommé à la Cour suprême des États-Unis, en 1967, natif de Baltimore.
En nombre de passagers, l'aéroport international de Baltimore-Washington est classé 24e aux États-Unis avec 20,8 millions de passagers en 2008. Il assure 8 liaisons régulières internationales et 63 vols intérieurs en 2007 et possède aussi une activité cargo. L'aéroport constitue une base pour Southwest Airlines.

## Situation

### Carte des 30 principaux aéroports américains
| \| 500 km1:17 479 000 \| Atlanta Los Angeles Chicago · O'Hare Chicago · Midway Dallas · Fort Worth New York · JFK Newark · Liberty New York-LaGuardia Denver San Francisco Charlotte Las Vegas Phoenix Miami Houston Seattle Orlando Minneapolis · Saint-Paul Boston Détroit Philadelphie Fort Lauderdale · Hollywood Baltimore Washington · R. Reagan Washington · Dulles Salt Lake City San Diego Honolulu Tampa Portland |
| 500 km1:17 479 000 |

### Carte des aéroports du Maryland
| \| 40 km1:1 417 000 \| Hagerstown Salisbury · Ocean City · Wicomico Baltimore |
| 40 km1:1 417 000                                                              |

## Compagnies et destinations
| Compagnies               | Destinations | Refs   |
| ------------------------ | --- | ------ |
| Air Canada Express       | Montréal (P.-E.-Trudeau), Toronto (Pearson) | [ 3 ]  |
| Alaska Airlines          | Seattle-Tacoma En saison : Los Angeles, Portland, San Diego, San Francisco | [ 4 ]  |
| Allegiant Air            | Asheville, Fort Walton-Nord Floride, Sarasota-Bradenton, Savannah En saison : Knoxville-McGhee Tyson (en) | [ 5 ]  |
| American Airlines        | Charlotte-Douglas, Dallas-Fort Worth, Miami En saison : Chicago-O'Hare | [ 6 ]  |
| American Eagle           | Charlotte-Douglas, Chicago-O'Hare, New York-John F. Kennedy, Philadelphie | [ 6 ]  |
| Boutique Air             | Altoona (comté de Blair) (en) , Johnstown (comté de Cambria) (en), Norfolk | [ 9 ]  |
| British Airways          | Londres-Heathrow | [ 10 ] |
| Condor                   | En saison : Francfort | [ 11 ] |
| Contour Airlines         | Macon (Middle Georgia) (en) | [ 12 ] |
| Delta Air Lines          | Atlanta H.-Jackson, Détroit, Minneapolis-Saint-Paul, Salt Lake City | [ 13 ] |
| Delta Connection         | Cincinnati-Northern Kentucky, New York-John F. Kennedy, Raleigh-Durham | [ 13 ] |
| Frontier Airlines        | Denver, Miami, Orlando, San Juan - Luis-Muñoz-Marín, San Salvador-M. O. A. Romero y Galdámez | [ 14 ] |
| JetBlue                  | Boston Logan | [ 15 ] |
| Southern Airways Express | DuBois (en), Lancaster (Pennsylvanie) (en), Morgantown (en) | [ 16 ] |
| Southwest Airlines       | - Albany, - Albuquerque, - Aruba-Reine-Beatrix, - Atlanta H.-Jackson, - Austin-Bergstrom, - Birmingham-Shuttlesworth, - Boston Logan, - Buffalo-Niagara, - Cancún, - Charleston, - Charlotte-Douglas, - Chicago-Midway, - Chicago-O'Hare, - Cincinnati-Northern Kentucky, - Cleveland-Hopkins, - John Glenn Columbus, - Dallas-Love Field, - Denver, - Détroit, - Fort Lauderdale-Hollywood, - Fort Myers, - Grand Rapids-G. R. Ford, - Greenville-Spartanburg, - Hartford-Bradley, - Houston-W. P. Hobby, - Indianapolis, - Jacksonville, - Kansas City, - Las Vegas-Harry-Reid, - Islip (Long Island Mac Arthur), - Los Angeles, - Louisville-Standiford Field, - Manchester (New Hampshire), - Memphis, - Miami, - Milwaukee-General Mitchell, - Minneapolis-Saint-Paul, - Montego Bay-Donald Sangster, - Nashville, - Nassau L. Pindling, - La Nouvelle-Orléans-L. Armstrong, - Norfolk, - Oklahoma City (Will Rogers-World), - Orlando, - Phoenix-Sky Harbor, - Pittsburgh, - Portland (Maine), - Providence-T. F. Green, - Punta Cana, - Raleigh-Durham, - Rochester (État de New York), - San Antonio, - San Diego, - San Juan - Luis-Muñoz-Marín, - Seattle-Tacoma, - Lambert-Saint Louis, - Tampa, - Palm Beach En saison : - Oakland, - Plages du nord-ouest de la Floride, - Pensacola, - Portland, - Sacramento, - Salt Lake City, - San José (Californie), - Tulsa (en) | [ 17 ] |
| Spirit Airlines          | Atlanta H.-Jackson, Austin-Bergstrom, Cancún, Charlotte-Douglas, Chicago-O'Hare, Dallas-Fort Worth, Détroit, Denver, Fort Lauderdale-Hollywood, Houston-George Bush, Jacksonville, Las Vegas-Harry-Reid, Los Angeles, Minneapolis-Saint-Paul, Montego Bay-Donald Sangster, Myrtle Beach, Nashville, La Nouvelle-Orléans-L. Armstrong, Orlando, Raleigh-Durham, San Juan - Luis-Muñoz-Marín, San Salvador-M. O. A. Romero y Galdámez, Tampa En saison : Boston Logan, Fort Myers, Seattle-Tacoma | [ 18 ] |
| Sun Country Airlines     | En saison : Minneapolis-Saint-Paul | [ 19 ] |
| United Airlines          | Chicago-O'Hare, Denver, Houston-George Bush, San Francisco En saison : Los Angeles | [ 20 ] |

Édité le 18/11/2020

## Statistiques
Le graphique qui aurait dû être présenté ici ne peut pas être affiché car il utilise l'ancienne extension Graph, désactivée pour des questions de sécurité. Des indications pour créer un nouveau graphique avec la nouvelle extension Chart sont disponibles ici.

Voir la requête brute et les sources sur Wikidata.
| 2008                | 2009                | 2010                | 2011                | 2012                | 2013               | 2014 |
| ------------------- | ------------------- | ------------------- | ------------------- | ------------------- | ------------------ | ---- |
| 20 488 881 · 2,64 % | 20 953 615 · 2,27 % | 21 936 461 · 4,69 % | 22 391 785 · 2,08 % | 22 679 887 · 1,29 % | 22 498 353 · 0,8 % |      |

## Accès

### Chemin de fer
La « Baltimore/Washington International Thurgood Marshall Airport Rail Station », souvent abrégée simplement en « BWI Rail Station », se situe à environ 1,6 km de l'aéroport sur la ligne de chemin de fer du Northeast Corridor du réseau Amtrak. Une navette d'autobus gratuite relie la gare et l'aéroport.
La gare est desservie par les trains de la Penn Line du réseau régional MARC desservant l'aire métropolitaine de Baltimore-Washington, les trains régionaux de Amtrak sur l'axe Boston - New York - Washington DC ainsi que l'Acela Express.

### Transports en commun

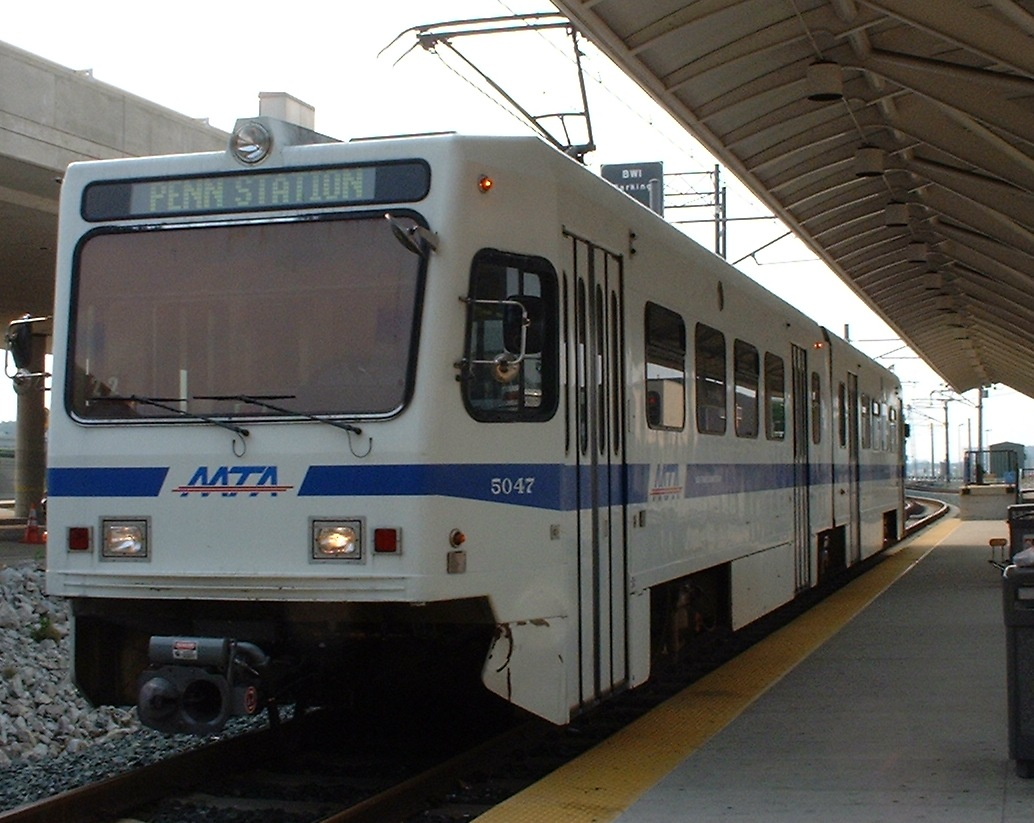
Rame du métro léger de Baltimore à proximité de l'aéroport.

Le métro léger de Baltimore dessert l'aéroport et offre une liaison directe avec le centre-ville de Baltimore.

### Route
L'aéroport est situé sur l'Interstate 195 offrant une connexion au Baltimore-Washington Parkway et l'Interstate 95.

## Galerie

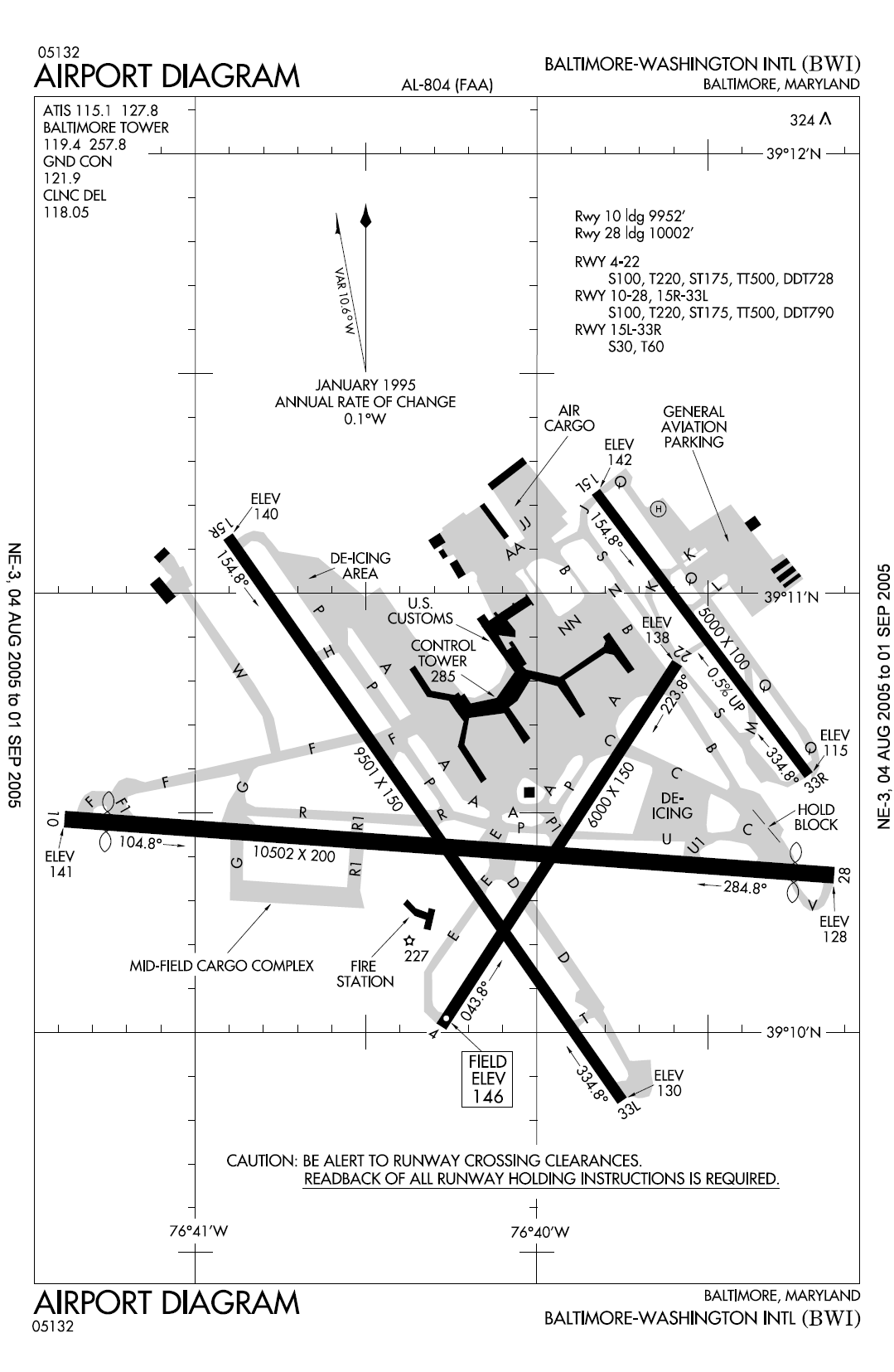